# توحيدة (فلم)
توحيدة هو فيلم مصري عرض عام 1976، بطولة ماجدة الخطيب ونور الشريف ورشدي أباظة وفريد شوقي وسناء جميل، ومن إخراج حسام الدين مصطفى، الفيلم مستوحى من قصة فاني Fanny لمارسيل بانيول وأعيد إنتاجها أيضا في فيلم نغم في حياتي للمطرب فريد الأطرش مع ميرفت أمين وعرضا معا في نفس الفترة.

## قصة الفيلم
يحلم حسين (نور الشريف) بالسفر والعمل بالخارج لجمع المال الوفير، وهو يحب توحيدة (ماجدة الخطيب) ابنة صاحبة المخبز (سناء جميل) ويرتبط بها عاطفيا، ونتيجة لذلك الارتباط تقع ضحية عندما تسلم نفسها لحسين، ويصبح ناتج ذلك الارتباط حملا، يتأزم الموقف عندما يسافر حسين للعمل بالخارج، وكان سعيد (رشدي أباظة) يحب توحيدة؛ فيتقدم لخطبتها ويعلم منها كل شيء، وأنها حامل فيصر على استكمال الزواج إنقاذا للموقف، وتنجب توحيدة طفلا جميلا يتبناه سعيد ويعطيه اسمه، ويعود حسين من السفر ويطلب عودة توحيدة وابنه إليه، ويعرض كل أمواله على سعيد الذي يرفض ذلك، كما ترفض توحيدة، لكنها تحن إليه بعد ذلك، فيضحي سعيد بحبه ويعيدها مع ابنها إليه.

## طاقم التمثيل
- ماجدة الخطيب: (توحيدة)
- نور الشريف: (حسين)
- رشدي أباظة: (سعيد)
- فريد شوقي: (خميس - والد حسين)
- سناء جميل: (عزيزة - والدة توحيدة)
- أميرة: (حسنة - بنت خالة توحيدة)
- فاروق يوسف: (شلبي - صديق حسين)
- فاروق فلوكس: (ياني - الخواجة اليوناني)
- محمد أبو حشيش: (عرفة)
- عبد الحميد أنيس: (الطبيب)
- أديب الطرابلسي: (الصيدلي)
- حسين عبد الفتاح: (صابر - ابن حسين)

## فريق العمل
- إخراج: حسام الدين مصطفى
- إعداد سينمائي: نجيب محفوظ
- سيناريو وحوار: صبري عزت
- مدير التصوير: إبراهيم صالح
- مونتاج: حسين أحمد
- تأليف الأغاني: سيد حجاب
- موسيقى تصويرية وألحان: محمد نوح
- إنتاج: أفلام 656 (ماجدة الخطيب)
- توزيع داخلي: أفلام إيهاب الليثي
- توزيع خارجي: أفلام 656 (ماجدة الخطيب)